# Centre pénitentiaire de Valence
La centre pénitentiaire de Valence est un centre pénitentiaire français situé dans la commune de Valence, dans le département de la Drôme et en région Auvergne-Rhône-Alpes..
L'établissement dépend du ressort de la direction interrégionale des services pénitentiaires de Lyon. Au niveau judiciaire, l'établissement relève du tribunal judiciaire de Valence et de la cour d'appel de Grenoble..

## Histoire
La construction du centre pénitentiaire débute en mai 2013 et est réalisée par la société SPIE Batignolles, selon les plans du cabinet d'architecture Groupe Synthèse Architecture (dans le cadre d'un programme commun avec le centre pénitentiaire de Beauvais et le centre pénitentiaire de Riom) pour un montant des travaux de 83 millions €,.
Le centre pénitentiaire de Valence entre en fonction le 8 novembre 2015 avec le transfert de 148 détenus en provenance de la maison d'arrêt de Valence, construite en 1860 et que le nouvel établissement est destiné à remplacer. Le nouveau centre pénitentiaire est alors considéré comme « moderne et ultra sécurisée  avec de meilleures conditions de détention » selon la direction de l'Administration pénitentiaire.
Cependant, à la suite de plusieurs événements violents survenus dans l'établissement et après seulement 16 mois après l'ouverture de l'établissement, 188 des 230 surveillants du centre pénitentiaire ont déposé une demande de mutation pour quitter l'établissement. Cette situation conduit le garde des sceaux Jean-Jacques Urvoas à demander une enquête de l'inspection générale de la justice et à muter le directeur de l'établissement. Les détenus et surveillants de l'établissement évoquent cependant une situation de « déshumanisation ».
À la suite des deux mutineries importantes survenues en septembre et décembre 2016, les dégâts importants subits par le bâtiment concerné entrainent sa fermeture pendant plus de deux ans, sa réouverture ayant lieu au début de l'année 2019,. Le montant des travaux est estimé à 1,7 million €.
En juillet 2023, le garde des sceaux Éric Dupond-Moretti inaugure une nouvelle structure d'accompagnement vers la sortie (SAS), réservée aux détenus en fin de peine de toutes les prisons de la région et destinée à aider les détenus à mieux se préparer à sortir de prison. Il s'agit de la première structure de ce type à ouvrir dans la région Auvergne-Rhône-Alpes,,.

## Description
Situé chemin Joseph Astier à Valence, le centre pénitentiaire est le seul établissement pénitentiaire du département de la Drôme. Il dépend du ressort de la direction interrégionale des services pénitentiaires de Lyon et, au niveau judiciaire, relève du tribunal judiciaire de Valence et de la cour d'appel de Grenoble.
Il a été construit dans le cadre d'un partenariat public-privé, la prison l'exploitation est assurée par la société GEPSA, sous la forme d'une « gestion mixte déléguée » où tout ce qui concerne de la restauration des détenus et du personnel, l'hôtellerie, la maintenance, du travail pénitentiaire, la formation professionnelle des détenus, le transport et l’accueil des familles sont confiés à une société privée.
D'une superficie de 33 000 m2 et construit sur un terrain de 14 ha,, l'établissement a une capacité d'accueil de 407 places réparties entre deux quartiers « Maison d'arrêt Hommes » pour un nombre totale de 344 places et d'un quartier  « Maison centrale Hommes » de 63 places. Il est également doté d'une salle de spectacle, d'un gymnase et d'unités de vie familiale à destination des détenus.
Il dispose également, depuis juillet 2023, d'une nouvelle structure d'accompagnement vers la sortie (SAS) destinée à aider les détenus à mieux se préparer à sortir de prison. La structure, d'une capacité de 120 places, est située dans un bâtiment indépendant du reste du centre pénitentiaire,,.
Au 1er février 2022, le quartier « Maison d'arrêt » accueillait 443 détenus, soit un taux d'occupation de 128,8 % et le quartier « Maison centrale » accueillait 43 détenus, soit un taux d'occupation de 68,3 %. À la situation de surpopulation persistante que connait le quartier « Maison d'arrêt » s'ajoute également la dangerosité de certains détenus nécessitant une prise en charge psychiatrique considérée comme insuffisante par les syndicats.

## Actions de réinsertion des détenus
En 2018, dans le cadre d'une action culturelle, des chercheurs du LIPhy organisent une conférence au centre pénitentiaire de Valence pour faire découvrir les sciences aux détenus.
En 2022, des détenus de l'établissement participe au vote pour désigner le premier « Prix Goncourt des détenus ».

## Événements notables
Plusieurs mutineries ont émaillé l'histoire de l'établissement depuis sont ouverture (notamment en 2016,,,,), ces événements ayant entrainé la mobilisation des forces de l'ordre et engendrés blessures parmi le personnel et des dégâts parfois importants dans l'établissement. Plusieurs évasions surviennent également, généralement à l'occasion de permissions de sorties accordées à des détenus ou de sorties encadrées,,. L'établissement connait également plusieurs agressions et prises d'otages notables ciblant le personnel ou entre les détenus,,,.
Les agressions et mutineries régulières ainsi que le climat général de violence que connait l'établissement engendre également des mouvements de blocage régulièrement organisés par le personnel du centre pénitentiaire afin de dénoncer la situation de violence et de surpopulation carcérale que connait l'établissement et de demander plus de moyens,,,.
En aout 2023, un détenu parvient à introduire une piscine gonflable dans sa cellule et diffuse sur les réseaux sociaux une vidéo dans laquelle il l'utilise,. Cet événement est associé par le personnel à une augmentation de livraisons par drones d'objets et substances interdits. L'établissement est en effet régulièrement survolé par des drones,,.